# Pièces en euro destinées à la circulation
Une pièce en euro destinée à la circulation est une pièce de monnaie libellée en euro ou en euro cent (ou centime d'euro) et constituant un moyen de paiement dans l'ensemble de la zone euro et dans les autres pays utilisant l'euro. Les pièces en euro destinées à la circulation portent une des huit valeurs suivantes : 1 centime, 2 centimes, 5 centimes, 10 centimes, 20 centimes, 50 centimes, 1 euro ou 2 euros. Elles sont émises par les pays de la zone euro et par les pays ayant établi des accords avec les autorités européennes (Andorre, Monaco, Saint-Marin et le Vatican), soit actuellement par 24 pays. Émises à partir de 1999, elles sont en circulation depuis 2002 dans les pays ayant adopté l'euro.
Au 1er janvier 2025, 151 125 276 728 pièces étaient en circulation au sein de la zone euro, pour une valeur totale de 34 390 611 732 €.
Cet article ne concerne pas les pièces de collection en euro, car elles ne sont pas destinées à la circulation (cours légal limité au pays d'émission). Leurs valeurs faciales sont différentes : ¼, ½, 1½, 3, 5, 8, 10, 12, 12½, 15, 20, 25, 30, 50, 100, 200, 250, 300, 400, 500, 1000 et 5000 euros. Elles sont néanmoins échangées à un prix bien souvent supérieur entre collectionneurs. Certaines sont mêmes vendues par les instituts monétaires à un prix supérieur à leur valeur faciale.

## Extraits du Journal officiel de l'Union européenne

Pièce belge commémorative de 2 euros émise en 2006 sur l'Atomium.

L'émission des pièces en euro est réglementée par les textes suivants :
- JO L139/6 du 11 mai 1998 (règlement CE n° 975/98) : spécifications techniques des pièces libellées en euro destinées à la circulation ;
- JO C373/1 du 28 décembre 2001 : caractéristiques des pièces libellées en euro ;
- JO C247/5 du 15 octobre 2003 : recommandations sur :
  - la modification des faces nationales : pas avant 2008 sauf en cas de changement du chef d'État représenté sur une pièce ,
    - Remarque : c'est le cas de l'État de la Cité du Vatican, à la suite du décès du pape Jean-Paul II, le 2 avril 2005, et de la principauté de Monaco à la suite du décès du prince Rainier III, le 6 avril 2005.

  - l'émission de pièces commémoratives de deux euros : une pièce par an et par pays, puis deux depuis 2013 à la suite de l'entrée en vigueur du nouveau règlement en août 2012. Le Luxembourg a réussi à émettre deux pièces dès 2012, mais n'en a émis qu'une en 2013 ,
  - le dessin des faces nationales et publication de ces dessins dans le JO ;
- JO L186/1 du 18 juillet 2005 : recommandations pour les faces nationales des nouvelles émissions de pièces en euro destinées à la circulation  :
  - l'identification de l'État membre émetteur : le nom du pays (ou une abréviation) doit figurer sur la face nationale,
  - l'absence du nom de la monnaie et de la valeur unitaire : la face nationale ne doit répéter ni la valeur unitaire, ni le nom de la monnaie unique mais la gravure sur la tranche de la pièce de 2 euros peut mentionner la valeur unitaire.

## Description des pièces

### Taille, poids et tranches
Des caractéristiques différentes pour les tranches des pièces ont été mises en place pour permettre aux malvoyants de différencier les pièces.
| Valeur      | Tranche                                                              | Diamètre | Épaisseur | Masse  |
| ----------- | -------------------------------------------------------------------- | -------- | --------- | ------ |
| 1 centime   | lisse                                                                | 16,25 mm | 1,67 mm   | 2,30 g |
| 2 centimes  | lisse avec un sillon                                                 | 18,75 mm | 1,67 mm   | 3,06 g |
| 5 centimes  | lisse                                                                | 21,25 mm | 1,67 mm   | 3,92 g |
| 10 centimes | cannelures épaisses                                                  | 19,75 mm | 1,93 mm   | 4,10 g |
| 20 centimes | sept cannelures profondes (« fleur espagnole »)                      | 22,25 mm | 2,14 mm   | 5,74 g |
| 50 centimes | cannelures épaisses                                                  | 24,25 mm | 2,38 mm   | 7,80 g |
| 1 euro      | alternance de parties lisses (trois) et de parties cannelées (trois) | 23,25 mm | 2,33 mm   | 7,50 g |
| 2 euros     | gravure sur cannelures fines (différentes selon les pays)            | 25,75 mm | 2,20 mm   | 8,50 g |

Pour les tranches des pièces de 2 euros, on peut déterminer un type A ou B pour ces pièces. Cette analyse est utilisée notamment par les collectionneurs. Elle est définie selon :
1. Détermination du sens de la légende sur la tranche : endroit ou envers ;
2. Position de cette légende par rapport aux faces commune et nationale de la pièce.

Il faut positionner la pièce face commune vers le bas.
Différents types de pièces :
- pièces avec légende (Allemagne, Finlande, Grèce, Pays Bas): Légende lisible dans le bon sens : TYPE A ;
- pièces avec étoiles (Autriche, Belgique, Espagne, France, Irlande, Italie, Luxembourg, Monaco, Saint Marin, Vatican): Chercher un "2" lisible dans le bon sens et regarder l'étoile située immédiatement à gauche de ce chiffre, si cette étoile possède 1 pointe vers le haut : TYPE A ;
- pièces avec symboles (Portugal): Tours et boucliers sur la tranche, si ces motifs sont tournés vers la gauche : TYPE A.

N. B. : Certains collectionneurs font abstraction de ces types de tranches car la position A ou B est due au hasard, ce n'est donc pas une variante.
Pour plus de détails sur les tranches : Banque Centrale Européenne.

### Métal utilisé
| Valeur                | Description                                                                               |
| --------------------- | ----------------------------------------------------------------------------------------- |
| 1, 2 et 5 centimes    | acier cuivré                                                                              |
| 10, 20 et 50 centimes | or nordique (89 % Cu, 5 % Al, 5 % Zn, 1 % Sn)                                             |
| 1 euro                | couronne : maillechort = 75 % Cu, 20 % Zn, 5 % Ni centre : cupronickel = 75 % Cu, 25 % Ni |
| 2 euros               | couronne : cupronickel = 75 % Cu, 25 % Ni centre : maillechort = 75 % Cu, 20 % Zn, 5 % Ni |

### Face commune

#### Première émission de la face commune
À la suite d'un concours organisé au niveau européen pour le dessin de la face commune de la première émission des pièces en euro, le Conseil européen a approuvé, lors du sommet d'Amsterdam, la série de Luc Luycx (monogramme : LL), de la Monnaie royale de Belgique, le 16 juin 1997.
La série de pièces dessinées par Luc Luycx pour les euros et centimes se veut claire, facile d'utilisation, compréhensible par tous et définissant l'euro comme la monnaie de l'Europe et des Européens. Les pièces présentent l'Union européenne sous différentes formes avec, en toile de fond, les étoiles, symboles de l'Europe. Les pièces de 1, 2 et 5 centimes indiquent la place de l'Europe dans le monde. Les pièces de 10, 20 et 50 centimes présentent l'union comme un rassemblement de nations. Enfin, les pièces de 1 et 2 euros font apparaître une Europe sans frontières.

#### Deuxième émission de la face commune
Une nouvelle face commune a été décidée par l'avis du Journal officiel de l’Union européenne C225/7 du 19 septembre 2006 concernant les pièces bicolores (de 1 et 2 euros) et des pièces en “alliage nordique” (or nordique) (de 10, 20 et 50 centimes) afin que celles-ci représentent désormais l'Europe telle qu'élargie en 2004. Toutes les pièces en euro qui sont déjà en circulation restent valables.
L'avis précise que les pièces de  1, 2 et 5 centimes qui représentent l'Europe dans le monde ne sont pas modifiées car non concernées par l'élargissement : ceci est inexact, les frontières de l'Europe telle que représentée sur le globe sont encore celles de l'Europe des 15 et ne vont clairement pas jusqu'à la mer Noire.

### Faces nationales
Il y a plusieurs systèmes pour les "faces". Si plusieurs séries, la dernière est considérée :
- face unique pour toutes les pièces (notamment profil du souverain), ci-après "(1)" ;
- face unique pour les centimes + face unique pour les euros, ci-après "(1+1)" ;
- face unique pour les centimes + faces différentes pour les euros, ci-après "(1+2)" ;
- les trois couches (1 face pour 1-2-5 centimes, 1 face pour 10-20-50 centimes, 1 face pour les euros), ci-après "(3)" ;
- idem mais sur le même thème (notamment profil du souverain), ci-après "(3x1)" ;
- une variante des trois couches, à savoir des faces différentes pour les euros, ci-après "(2+2)" ;
- une face différente pour chaque pièce, ci-après "(8)".

Les faces nationales des pièces en euro destinées à la circulation sont décrites dans des articles spécifiques.
| Pièces émises par les pays de l’Union européenne utilisant l’euro depuis 1999 et 2002 (+ nombre de faces différentes)                     |                                                          |                                                    |
| - Allemagne (3) - Autriche (8) - Belgique (1) - Espagne (3)                                                                               | - Finlande (1+2) - France (3) - Irlande (1) - Italie (8) | - Luxembourg (3x1) - Pays-Bas (1+1) - Portugal (3) |
| Pièces émises par les autres États utilisant l’euro depuis 2001 et 2002 (+ nombre de faces différentes)                                   |                                                          |                                                    |
| - Grèce (8) - Monaco (2+2 jusqu'en 2005, puis 3)                                                                                          |                                                          |                                                    |
| Pièces émises par les autres États utilisant l’euro depuis 2002 (+ nombre de faces différentes)                                           |                                                          |                                                    |
| - Saint-Marin (8) | - Vatican (3x1 sauf "Sede Vacante 2005": 1)              |                                                    |
| Pièces émises par les États de l’Union européenne utilisant l’euro depuis 2007 (+ nombre de faces différentes)                            |                                                          |                                                    |
| - Slovénie (8) |                                                          |                                                    |
| Pièces émises par les États de l’Union européenne utilisant l’euro depuis 2008 (+ nombre de faces différentes)                            |                                                          |                                                    |
| - Chypre (3) | - Malte (3)                                              |                                                    |
| Pièces émises par les États de l’Union européenne utilisant l’euro depuis 2009 (+ nombre de faces différentes)                            |                                                          |                                                    |
| - Slovaquie (3) |                                                          |                                                    |
| Pièces émises par les États de l’Union européenne utilisant l’euro depuis 2011 (+ nombre de faces différentes)                            |                                                          |                                                    |
| - Estonie (1) |                                                          |                                                    |
| Pièces émises par les autres États utilisant l’euro depuis 2013 et 2014 (+ nombre de faces différentes)                                   |                                                          |                                                    |
| - Andorre (2+2) à partir de janvier 2014                                                                                                  |                                                          |                                                    |
| Pièces émises par les États de l’Union européenne utilisant l’euro depuis 2014 (+ nombre de faces différentes)                            |                                                          |                                                    |
| - Lettonie (3) - Lituanie (1) |                                                          |                                                    |
| Pièces émises par les États de l’Union européenne utilisant l’euro depuis 2023 (+ nombre de faces différentes)                            |                                                          |                                                    |
| - Croatie (2+2) |                                                          |                                                    |
| Projets de pièces (émissions interdites) pour les autres États de l’Union européenne devant adopter l’euro à terme                        |                                                          |                                                    |
| - Bulgarie - Roumanie | - Pologne - Suède                                        | - Hongrie - Tchéquie                               |
| Projets de pièces (émissions interdites) pour les autres États de l’Union européenne bénéficiant d'un opting-out sur l'adoption de l’euro |                                                          |                                                    |
| - Danemark |                                                          |                                                    |
| Autres pays/territoires utilisant l'euro (ces pays ne sont pas autorisés à frapper leur monnaie)                                          |                                                          |                                                    |
| - Monténégro | - Kosovo                                                 |                                                    |

#### Faible représentativité des femmes
De janvier 2002 à mars 2024, les seules figures féminines représentées sur les faces nationales des pièces en euro destinées à la circulation sont la reine Beatrix (Pays-Bas - première série), Marianne (France), Venus (peinture de Botticelli) (Italie) et Bertha von Suttner (Autriche). 
Cependant en mars 2024, la France décide de changer les faces nationales de certaines pièces destinées à la circulation en y insérant les portraits de trois femmes : Simone Veil (pièce de 10 centimes), Joséphine Baker (20 centimes) et Marie Curie (50 centimes). Quant à elle, la nouvelle série de pièces des Pays-Bas depuis 2013 ne représente plus la reine Béatrix mais le roi Willem-Alexander. Les anciennes séries de pièces restent toutefois en circulation.
Il faut également ajouter l'addition régulière de portraits féminins lors des frappes annuelles de pièces commémoratives de 2 euros.

### Éléments divers
- Ces pièces sont en frappe médaille, et non en frappe monnaie comme l'étaient, entre autres, les francs français et les francs belges. La différence se voit en retournant latéralement la pièce (par rapport à un axe vertical) : en frappe médaille, le revers apparaît à l'endroit alors qu'il apparaît à l'envers en frappe monnaie.
- Il existe de nombreuses pièces non officielles, soit des épreuves effectuées par certains États, soit des jetons frappés par certains instituts privés.
- Certaines pièces étrangères à la zone euro ressemblent beaucoup à celles en circulation et sont à l'origine de confusions. Comme les 10 bahts thaïlandais, la livre turque (jusqu'en 2009) ou les 5 dirhams marocains.
- Les faces nationales autrichiennes[9] ne respectent pas l'article 2 de la  Recommandation de la Commission Européenne du 3 juin 2005 pour des orientations communes concernant les faces nationales des pièces en euro destinées à la circulation. La valeur faciale y est en effet répétée.
- Les traités instituant la monnaie unique précisent que les mots « euro » et « cent » sont invariables dans toutes les langues. On devrait donc écrire « deux euro » et non « deux euros ». Néanmoins, l'usage du pluriel "euros" est la forme officielle en France.
- Les mêmes traités précisent que le nom de la monnaie unique est « euro » et « cent » dans toutes les langues de l'Union utilisant l'alphabet latin, par souci de cohérence et de visibilité de l'unicité de cette monnaie. (Le nom de l'euro est officiellement « ευρω » en grec et « евро » en bulgare, deux langues s'écrivant avec d'autres alphabets.) Seule la prononciation est laissée libre. Le nom officiel de la subdivision est néanmoins « centime » en France d'après la Constitution.

## Volumes d'émission
Au 1er janvier 2021, selon la BCE, il y a 138 068 816 079 pièces en circulation à travers la zone euro. Ceci représente une somme de 30 407 933 258 €.
La répartition entre les différentes valeurs est la suivante :
| Pièces      | Quantité        | %age    | Valeur           | %age    |
| ----------- | --------------- | ------- | ---------------- | ------- |
| 1 centime   | 37 421 979 853  | 27,1 %  | 374 219 799 €    | 1,2 %   |
| 2 centimes  | 29 027 787 849  | 21,0 %  | 580 555 757 €    | 1,9 %   |
| 5 centimes  | 22 446 542 540  | 21,0 %  | 1 122 327 127 €  | 3,7 %   |
| 10 centimes | 15 913 604 898  | 11,5 %  | 1 591 360 490 €  | 5,2 %   |
| 20 centimes | 12 396 405 868  | 9,0 %   | 2 479 281 174 €  | 8,2 %   |
| 50 centimes | 6 582 650 908   | 4,8 %   | 3 291 325 454 €  | 10,8 %  |
| 1 euro      | 7 590 824 869   | 5,5 %   | 7 590 824 869 €  | 25,0 %  |
| 2 euros     | 6 689 019 294   | 4,8 %   | 13 378 038 588 € | 44,0 %  |
| Au total    | 138 068 816 079 | 100,0 % | 30 407 933 258 € | 100,0 % |